# 西伯利亚国家航空航天大学
56°00′42″N 92°58′25″E / 56.01167°N 92.97361°E
西伯利亚国家航空航天大学 (Сибирский государственный аэрокосмический университет имени академика М. Ф. Решетнёва, СибГАУ) 是一所俄罗斯的大学，成立于1960年。该校是克拉斯诺亚尔斯克最大的大学之一。大学主要培养太空探索，航空和工程领域的高级人才。

## 教學單位
- 官方网站（页面存档备份，存于）
- 大学新闻Archived 2012-05-15 at WebCite